# Piper addisonii
Piper addisonii är en pepparväxtart som beskrevs av Truman George Yuncker. Piper addisonii ingår i släktet Piper och familjen pepparväxter. Inga underarter finns listade i Catalogue of Life.